# US-amerikanische Beteiligung am Krieg in Afghanistan
Die Vereinigten Staaten führten den Krieg in Afghanistan zuerst im Rahmen der Operation Enduring Freedom an. Nachdem die International Security Assistance Force (ISAF) über die Hauptstadt Afghanistans hinaus Verantwortung übernommen hatte, unterstellten die Vereinigten Staaten große Teile ihrer in Afghanistan operierenden Streitkräfte der ISAF und übernahmen deren Führung. Auch nach Ende des ISAF-Einsatzes blieben US-amerikanische Streitkräfte in Afghanistan stationiert.

## Rechtsgrundlage
Einen Tag nach den Terroranschlägen am 11. September 2001 verabschiedete der Sicherheitsrat der Vereinten Nationen die Resolution 1368. Diese Resolution verurteilte die Ereignisse vom 11. September 2001 als grauenhafte Terroranschläge und als Bedrohung für den internationalen Frieden und die internationale Sicherheit. Die Resolution bekräftigt das Recht zur individuellen und kollektiven Selbstverteidigung und bestätigt die Notwendigkeit, alle erforderlichen Schritte gegen zukünftige Bedrohungen zu unternehmen. Am 14. September 2001 verabschiedeten dann beide Kammern des Kongresses der Vereinigten Staaten das Gesetz "Authorization for Use of Military Force Against Terrorists". US-Präsident George W. Bush und der Kongress unterzeichneten es am 18. September 2001 (siehe auch: War Powers Resolution).

## Einsatz
Bis zum 25. Juni 2014 sind in Afghanistan 2335 Soldaten aus den Vereinigten Staaten zu Tode gekommen.
Einige größere militärische Operationen mit Beteiligung der USA waren:
- Operation Crescent Wind 7. Oktober – Dezember 2001, OEF
- Schlacht um Tora Bora Dezember 2001, OEF
- Operation Anaconda 1.–18. März 2002, OEF
- Operation Mountain Thrust 15. Mai – 31. Juli 2006, ISAF
- Operation Achilles 6. März – 30. Mai 2007, ISAF
- Schlacht von Musa Qala 7. – 12. Dezember 2007, ISAF
- Operation Strike of the Sword 2. Juli – 20. August 2009, ISAF
- Operation Cobra’s Anger 4. – 7. Dezember 2009, ISAF
- Operation Muschtarak 13. – 25. Februar 2010, 26. Februar – 7. Dezember 2010, ISAF
- Operation Dragon Strike September – Dezember 2010, ISAF
- Operation Neptune’s Spear 2. Mai 2011, Pakistan

Kommandeure der US-Streitkräfte
- Tommy R. Franks: Oberkommandierender des US Central Command vom 6. Juli 2000 bis 7. Juli 2003
- Dan K. McNeill: Kommandeur der Combined Joint Task Force 180 (CJTF-180) von June 2002 to April 2004 Mai 2002 bis zum Mai 2003

Im November 2003, Combined Forces Command – Afghanistan (CFC-A) was established as the U.S. led, coalition headquarters for Afghanistan. CTJF-180 was restructured as a subordinate organization of CFC-A. CFC-A reported in turn to United States Central Command.
- David Barno: 2003–2005, Commander, Combined Forces Command-Afghanistan
- Karl Eikenberry: 2005–2007, Commander, Combined Forces Command – Afghanistan
- David D. McKiernan: 6. Oktober 2008 bis 15. Juni 2009 Kommandeur der US Forces Afghanistan und von Juni 2008 bis zum Juni 2009 Kommandeur der ISAF
- Stanley A. McChrystal: 15. Juni 2009 bis zum 23. Juni 2010 Kommandeur der US Forces Afghanistan und der ISAF
- David Petraeus: Juli 2010 bis Juli 2011 Kommandeur der US Forces Afghanistan und der ISAF
- John R. Allen: 18. Juli 2011 bis 10. Februar 2013 Kommandeur der US Forces Afghanistan und der ISAF
- Joseph F. Dunford: 10. Februar 2013 bis 26. August 2014 Kommandeur der US Forces Afghanistan und der ISAF
- John F. Campbell: 26. August 2014 bis 2. März 2016 Kommandeur der US Forces Afghanistan und der ISAF (bis 2014) bzw. von Resolute Support.
- John W. Nicholson Jr.: seit 2. März 2016 Kommandeur der US Forces Afghanistan und von Resolute Support.

## Geschichte

### Operation Enduring Freedom
Neun Tage nach den Terroranschlägen vom 11. September 2001, am 20. September 2001, hielt Bush eine Rede – die 9/11 Address to the Nation – vor beiden Kammern des Kongresses, in der er al-Qaida für die Anschläge verantwortlich machte und die Auslieferung Osama bin Ladens, als dessen Anführer, verlangte. Dies geschah nicht und so begann am 7. Oktober 2001 unter Führung von Tommy R. Franks die Operation Enduring Freedom (OEF), wobei Afghanistan nur eines von mehreren Operationsgebieten war. Im Kabinett George W. Bush war Donald Rumsfeld der bis zum 14. November 2006 amtierende Verteidigungsminister, Dick Cheney war Vizepräsident und stellvertretender Verteidigungsminister war bis zum 13. Mai 2005 Paul Wolfowitz. Zalmay Khalilzad war von 2001 bis 2003 Sonderberater des US-Außenministeriums für Afghanistan und anschließend bis Juni 2005 Botschafter.
In Afghanistan begann der Krieg damit, dass Spezialeinheiten am Boden Luftschläge US-amerikanischer und britischer Kampfflugzeuge, Marschflugkörper und Langstreckenbombern zur Unterstützung der Milizen der Nordallianz anleiteten. Ab Ende 2001, Afghanistan war weitgehend erobert worden, dominierte die Suche nach in Afghanistan verbliebenen al-Qaida-Mitgliedern und Taliban. Die größte derartige Operation war die Schlacht um Tora Bora, bei der auch wieder wenige Spezialkräfte Luftangriffe leiteten und bis zu 1000 afghanische Kämpfer die Bodentruppen stellten. Die Vorgehensweise war ein vom Verteidigungsminister Donald Rumsfeld geförderter Ansatz, da er von den Vorteilen von „Smart Bombs“ überzeugt war. Im März 2002, bei der Operation Anaconda, kämpften dagegen 1.700 US-Soldaten, Spezialkräfte und erstmals auch normale Soldaten, zusammen mit etwa 1000 afghanischen Milizionären und weiteren NATO-Soldaten.

“Afghanistan is not yet out of the woods. The U.S. must remain committed to Afghanistan in order to make sure that terrorism is defeated completely, that Afghanistan gets a stability and economic function that would put it on its own feet. Before that, it would be very, very unwise to think that it's OK to reduce attention to Afghanistan, and I would very strongly recommend that [Congress], and all of the government, stay committed and aware of the goings-on in Afghanistan, and commit to it the resources, both material and moral, needed so Afghanistan becomes a country standing on its own feet.”

„Afghanistan ist noch nicht über dem Berg. Die USA sollten sich weiter in Afghanistan engagieren, um darauf zu achten, dass der Terrorismus vollständig besiegt wird, dass Afghanistan stabil wird und wirtschaftlich gesundet, damit es auf eigenen Füßen stehen kann. Bis dahin würde es sehr, sehr unklug sein zu denken, dass es OK ist die Aufmerksamkeit gegenüber Afghanistan zu reduzieren, und Ich würde dem Kongress sehr stark empfehlen, und der ganzen Regierung, engagiert zu bleiben und die Geschehnisse in Afghanistan zu Kenntnis zu nehmen, und die Ressourcen aufzubringen, sowohl Material und Moral, die in Afghanistan gebraucht werden, damit das Land wieder auf eigenen Füßen stehen kann.“

Am 20. März 2003 begann der Irakkrieg.
Von 2003 bis 2005 wurden ständig versteckte Waffen und Sprengstoff von US-Soldaten gefunden und kleine Gruppen von Aufständischen aufgespürt. Außerdem gab es ständig kleinere und wenige mittelgroße Angriffe.

### ISAF
Nachdem die zwei Missionen in Afghanistan – ISAF und OEF – räumlich getrennt, weitgehend nebeneinanderher gearbeitet haben, erweiterte ISAF am 31. Juli 2006 den Verantwortungsbereich in den Süden des Landes. Hierfür wuchs ISAF von rund 9.000 auf 18.500 Soldaten an. Am 28. September 2006 beschloss der Nordatlantikrat (das wichtigste Entscheidungsgremium der NATO), die Mission auch auf den Osten Afghanistans auszudehnen. Damit ging formal die Führung der meisten US-Soldaten von der OEF-Mission über zur ISAF-Mission. Ausgenommen sind beispielsweise Spezialkräfte unter der Führung des United States Special Operations Command und die Special Activities Division des Auslandsnachrichtendienstes CIA. Es wird vermutet, dass die CIA auch afghanische Spezialkräfte befehligt, die Counterterrorism Pursuit Teams, die in Afghanistan und in den pakistanischen Stammesgebieten operieren.
Die Vereinigten Staaten stellen die Regionalkommandeure des Regionalkommandos Ost, des im Juli 2010 neu geschaffenen Regionalkommandos Südwest und seit dem Juli 2010 auch des Regionalkommandos Süd. Darüber hinaus stellen sie den Kommandeur der ISAF, der in Personalunion auch Kommandeur der US Forces Afghanistan ist.

### Der „Surge“ in Afghanistan

Entwicklung der Anzahl stationierter ISAF-Soldaten

Bereits am 18. Februar 2009 kündigte der im Januar 2009 zum US-Präsidenten vereidigte Barack Obama an, die Zahl der US-Truppen in Afghanistan um 17.000 zu erhöhen; der eingeleitete Rückzug aus dem Irak machte das möglich. Verteidigungsminister blieb der auch schon im Kabinett George W. Bush amtierende Robert Gates. Obama skizzierte am 27. März 2009 die neue US-Strategie für Afghanistan und Pakistan (AfPak).
Stanley McChrystal übernahm im Juni 2009 den Posten des Kommandeurs der ISAF und der US Forces Afghanistan. Zuvor war er bis August 2008 Kommandeur des Joint Special Operations Command (JSOC) und führte damit einen Großteil der Operationen von Spezialtruppen im Irak und in Afghanistan. Der „Surge“ im Irak (zusätzliche 28.000 US-Soldaten 2007) und ein neues Vorgehen der Spezialtruppen halfen, die Situation dort zu wenden.
Am 30. August 2009 wurde Verteidigungsminister Robert Gates die von McChrystal und weiteren Personen schriftlich niedergelegten Überlegungen zu einer neuen Strategie für den Militäreinsatz in Afghanistan dargelegt. Die Vorschläge wurden von Obama zum großen Teil übernommen. Wichtige Punkte waren:
- Die afghanischen Sicherheitskräfte vergrößern und die Zusammenarbeit mit ihnen in allen Phasen intensivieren.
- Anstrengungen gegen Korruption und Machtmissbrauch in Afghanistan stärker unterstützen.
- Die Initiative zurückgewinnen, wozu mehr zivile und militärische Kräfte gehören.
- In den Bevölkerungszentren vorrangig Stabilität herstellen und Vertrauen in die Regierung vergrößern.

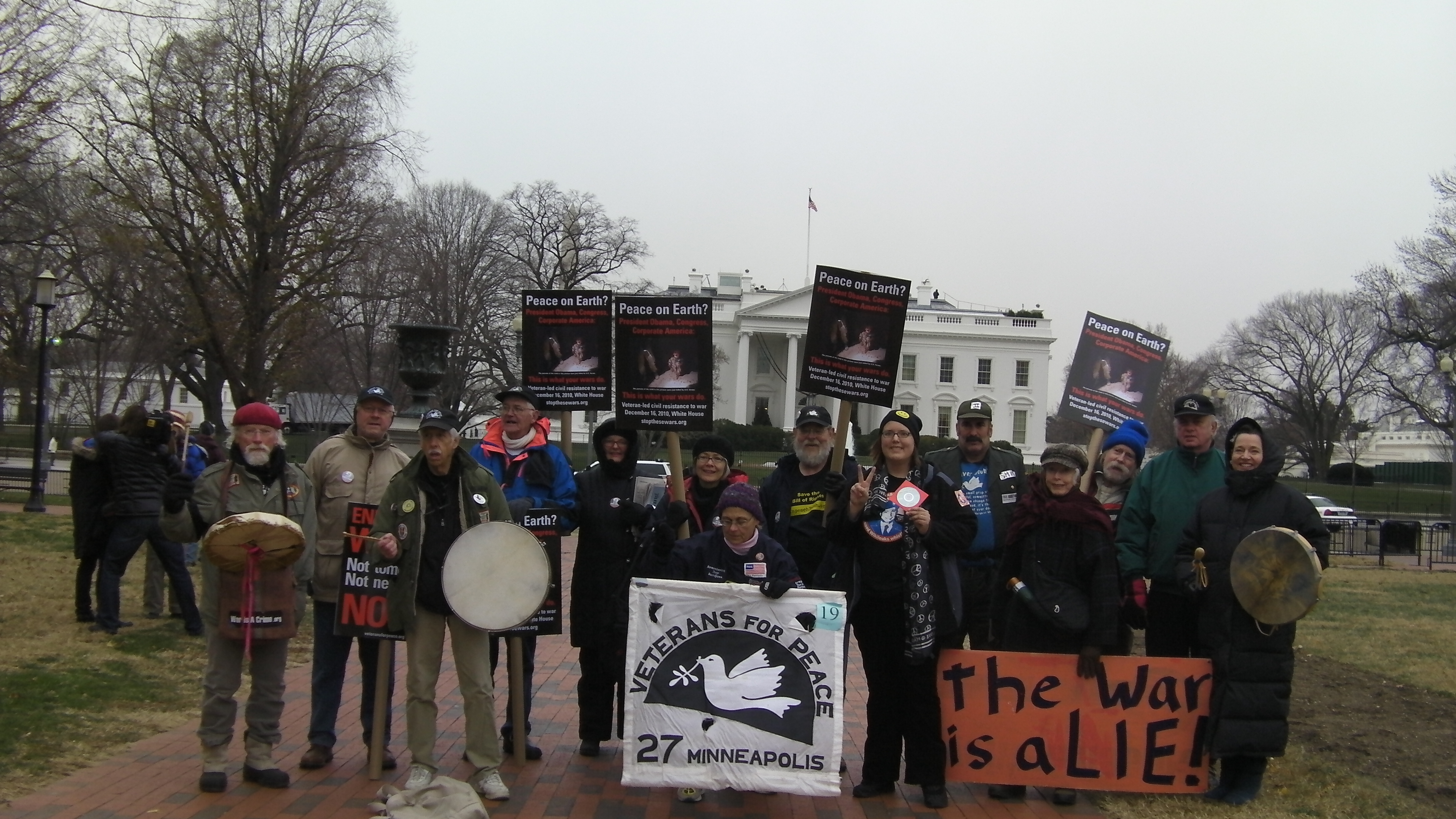
Demonstranten aus Minnesota bereiten sich vor auf die Demonstration am 16. Dezember 2010 in Washington

Am 1. Dezember 2009 gab Obama in einer Rede in der United States Military Academy in West Point bekannt, dass er zusätzliche 30.000 Soldaten nach Afghanistan entsenden wird und damit die Anzahl auf 100.000 erhöht. Weitere zusätzliche Truppen kommen von den Verbündeten. Die afghanischen Sicherheitskräfte sollen derart ausgebaut werden, dass nach 18 Monaten mit dem Rückzug begonnen werden kann. Obama verlangt auch vom afghanischen Präsident Karzai und seiner Regierung, effektiver zu arbeiten und gegen Korruption vorzugehen. Des Weiteren soll die Partnerschaft mit Pakistan vertieft werden. Obama gibt an, dass der militärische Aufwand 30 Milliarden US-Dollar pro Jahr kosten wird.
Zusätzlich zum militärischen „Surge“ ist ein ziviler und geheimdienstlicher „Surge“ geplant. Bis zum Juni 2011 war die Zahl der amerikanischen Zivilisten und Diplomaten innerhalb eines Jahres auf über 1100 verdreifacht worden.
Am 2. Mai 2011 gab Obama in einer Fernsehansprache den Tod Osama bin Ladens bekannt und im Juni erklärte Obama, dass die Vereinigten Staaten ihre Ziele weitgehend erreicht hätten. Bis zum Ende des Jahres werden 10.000 Soldaten abgezogen und bis zum Sommer 2012 20.000 weitere Soldaten. Der Rückzug wird stetig weiter gehen, bis die Verantwortung für die Sicherheit in Afghanistan vollständig an die afghanischen Sicherheitsbehörden übergeben werden kann. Im Januar 2013 entschieden Karsai und Obama, dass dieser Zeitpunkt bereits im Frühjahr 2013 erreicht sein wird. Anschließend soll die US-Rolle nur noch aus „Training, Beratung und Unterstützung von afghanischen Kräften“ bestehen. Die im Januar noch in Afghanistan stationierten 66.000 US-Soldaten werden bis dahin weiter reduziert.

### In den Regionen

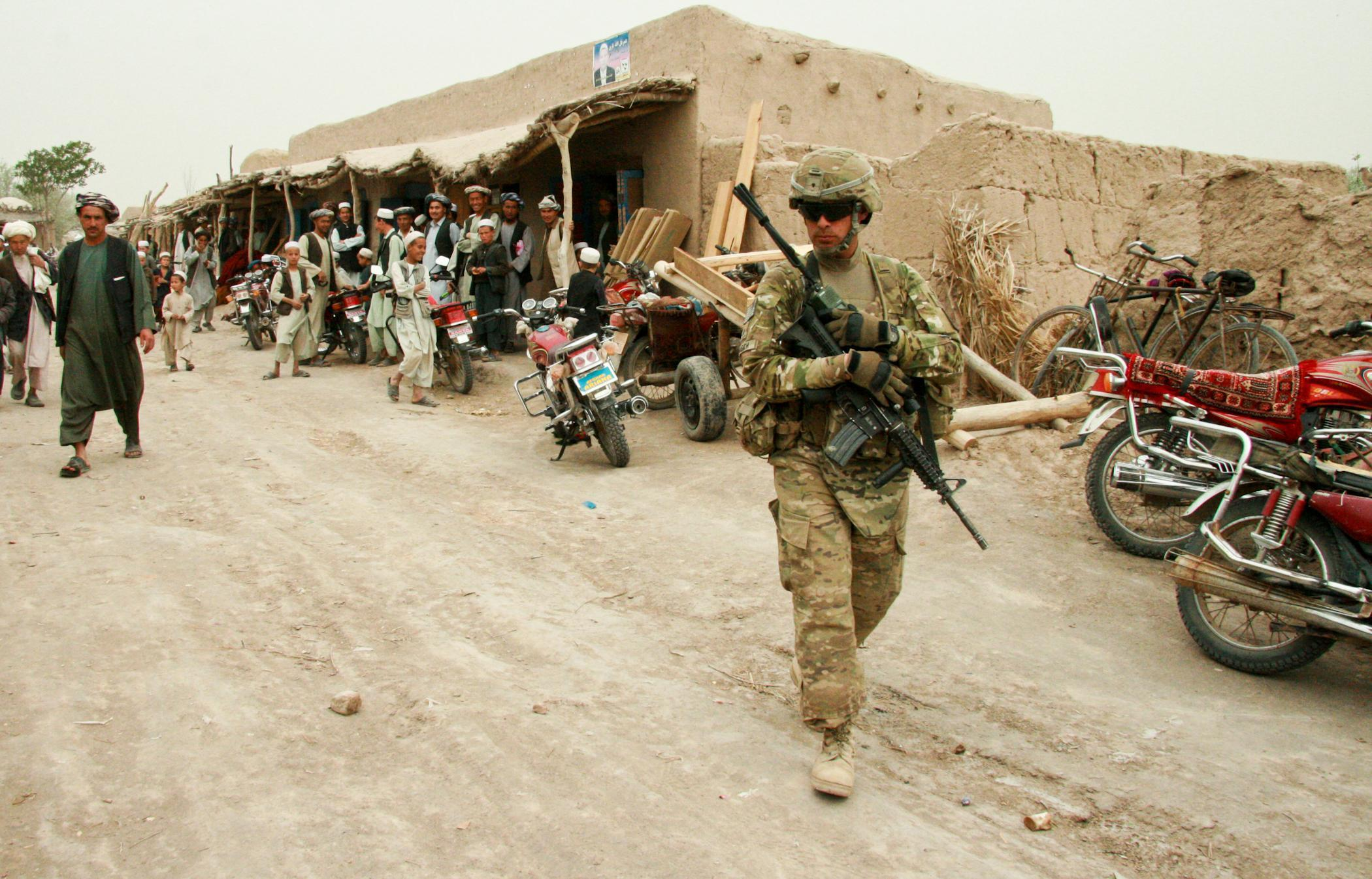
Patrouille im Norden Afghanistans, Provinz Balch, April 2011

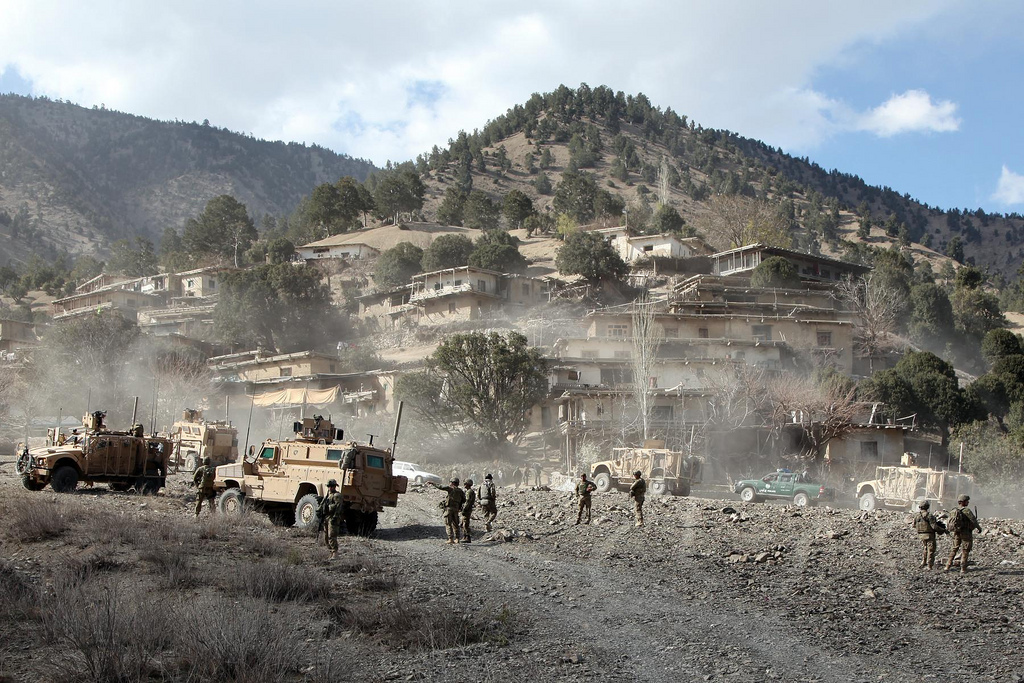
Patrouille im Osten Afghanistans, Provinz Chost, April 2010

#### Im Süden
Im Frühjahr 2010 gingen insgesamt 15.000 Soldaten in der Provinz Helmand gegen die Taliban-Hochburg Mardscha vor. Die von den USA geführte Operation Muschtarak war die erste große Operation, die nach der neuen US-Strategie gestaltet wurde. Das Ziel bestand darin, die Taliban aus der Region zu vertreiben und im Gegensatz zu früher die Geländegewinne durch den Aufbau von staatlichen Strukturen auf Dauer zu halten (siehe auch: FM 3-24 Counterinsurgency)
Im Mai 2010 wurde das Regionalkommando Süd geteilt, das Regionalkommando Südwest kam hinzu. Das neue Regionalkommando wurde von den Vereinigten Staaten geführt und zum 1. November 2010 übernahmen die Vereinigten Staaten zusätzlich von Großbritannien auch die Führung im Regionalkommando Süd.
Im Sommer 2010 vertrieben 12.000 US- und NATO-Soldaten und 7000 afghanische Truppen in der Provinz Kandahar die Taliban aus ihrer Hochburg im Südosten Afghanistans über die Grenze nach Pakistan.
Im November 2010 wurde bekannt, dass erstmals Abrams-Panzer – 16 Stück – in der Provinz Helmand eingesetzt wurden.

#### Im Norden
Im April 2011 waren im Regionalkommando Nord 12.000 Soldaten unter Führung der ISAF im Einsatz, von denen die Vereinigten Staaten etwa 6000 Soldaten stellten. Zusammen mit der Afghanischen Nationalarmee, deutschen Soldaten und weiteren Soldaten der ISAF konnten die Taliban im Raum Kundus zurückgedrängt werden (s. a.: ISAF-Operationsführung im Raum Kundus (2009–2014)).
Zur Unterstützung der US-Spezialeinheiten sollen ab Ende des Jahres 2011 vier unbemannte Drohnen MQ-1C Grey Eagle unter NATO-Kommando in Masar-i-Scharif stationiert werden.

#### Im Osten
Im Regionalkommando Ost hatten die Vereinigten Staaten im Jahr 2007 24 'forward operating bases' (FOB) und etwa 120 zusätzliche combat outposts (COP). Die COPs bestanden aus je etwa 30 bis 40 US-Soldaten, ein jeweils etwa gleich starkes afghanisches Kontingent der Afghanischen Nationalarmee und einige aus der Nachbarschaft angestellte Wachmänner. Das Hauptquartier war in der Bagram Air Base, nördlich von Kabul, untergebracht. Zur Unterstützung vor Ort konnte ein QRF-Verband oder Luftunterstützung angefordert werden. Zusätzlich gab es noch 14 Provincial Reconstruction Teams in den größeren Städten, deren Personal mehrheitlich US-Amerikaner sind.

### Militärdienstleister
Im März 2011 beschäftigten die Vereinigten Staaten über 90.000 Menschen, die bei Militärdienstleistern angestellt waren. Zu dieser Zeit hatten die Vereinigten Staaten etwa 100.000 Soldaten in Afghanistan. Von den Beschäftigten waren 20.000 Personen US-Amerikaner, 46.000 Personen waren Afghanen und 24.000 Personen hatten eine andere Nationalität. Die Aufgaben beinhalten: Sicherheit, Logistik, Bauarbeiten, Übersetzungen und Transport. Die Kosten beliefen sich auf 11,8 Milliarden US-Dollar.
Im September 2010 wurde eine Untersuchung der beschäftigten Militärdienstleister veranlasst, bei der diese auf Korruption untersucht werden sollten. Die dafür aufgestellte Task Force 2010 bekam bereits nach drei Monaten einen neuen Leiter.

## Diverses

### Ausbildung und Organisation afghanischer Sicherheitskräfte
Die Vereinigten Staaten wurden auf der am 21./22. Januar 2002 in Tokio tagenden Afghanistan-Konferenz zur Führungsnation („lead nation“) beim Aufbau der Afghanischen Nationalarmee (ANA) bestimmt. Am 2. Dezember 2002 verkündete Hamid Karsai, damals Präsident der provisorischen afghanischen Regierung, eine 70.000 Mann starke Armee aufzustellen. Das US-amerikanische Office of Military Cooperation – Afghanistan (OMC-A) war für das Training und den Aufbau der ANA verantwortlich und es unterstützte die Deutschen bei der Ausbildung der Afghanischen Nationalpolizei (ANP). Im Juli 2005 übernahmen die USA zusätzlich zum Training der ANA das Training der ANP und benannten die Einrichtung um in Office of Security Cooperation – Afghanistan (OSC-A). Bereits 2006 wurde die Einrichtung in Combined Security Transition Command – Afghanistan (CSTC-A) erneut umbenannt und als multinationale Organisation unter Führung der Vereinigten Staaten aufgestellt. Das Hauptquartier befindet sich in Camp Eggers in Kabul. Das CSTC-A organisierte das Rekrutieren, Ausrüsten, Training und Mentoring von ANA und ANP, während die praktische Arbeit beispielsweise durch die Combined Joint Task Force Phoenix (CJTF Phoenix) oder die EUPOL Afghanistan erfolgte. 2009 wurde das Konzept des „embedded partnering“ eingeführt. Dabei gehen Afghanen und Ausländer nicht nur wie zuvor zusammen in den Einsatz, sondern zusätzlich planen sie die Einsätze gemeinsam und teilen sich auch die Unterkunft. Dieses Konzept findet in abgeschwächter Form auch in den höheren Rängen Anwendung. So arbeitet jedes Regionalkommando mit einem afghanischen Korps der ANA zusammen und auch in den afghanischen Ministerien gibt es entsprechende Partner.
Die Vereinigten Staaten nennen ihre Trainerteams für die ANA Embedded Training Teams (ETT) und für die ANP Police Mentoring Teams (PMT).
Daneben gibt es noch die NATO Training Mission-Afghanistan (NTM-A), die zusammen mit der (CSTC-A), vom US-Amerikaner William B. Caldwell geleitet wird. Die NTM-A kümmert sich beispielsweise um die Grundausbildung und die akademische Ausbildung der höheren afghanischen Offiziere von ANA und ANP.

### Aufbau staatlicher Strukturen
Anfang 2003 begann der Aufbau von regionalen militärisch-zivilen Wiederaufbau-Teams, den Provincial Reconstruction Teams (PRT). Im April 2005 leiteten die Vereinigten Staaten 15 PRTs in Afghanistan, weitere 6 PRTs gab es im Norden und Westen des Landes unter ISAF-Mandat. Im August 2008 gab es 12 von den Vereinigten Staaten geleitete PRTs, bei insgesamt 26 PRTs insgesamt. Die PRTs der Vereinigten Staaten haben jeweils nur maximal 100 Personen und liegen in Regionen, in denen kaum Hilfsorganisation aktiv sind.
Das Personal eines US-PRTs besteht hauptsächlich aus Soldaten, bei denen auch das Kommando liegt. Zusätzlich gibt es Vertreter des Department of State (Außenministerium), von USAID (Entwicklungszusammenarbeit) und des Department of Agriculture (Landwirtschaftsministerium).
Das Landwirtschaftsministerium hat Agribusiness Development Teams im Einsatz. Etwa 100 Agrarexperten unterstützen afghanische Bauern, damit diese den Anbau von Schlafmohn unterlassen. 2009 hatte der damalige Sondergesandte Richard Holbrooke die bisherige Strategie der Mohn-Vernichtung als gescheitert erklärt.
Ein Bericht von BuzzFeed News hinterfragte 2015 die von der US-Regierung reklamierten Erfolge beim Aufbau des afghanischen Bildungswesen.

## Kosten
Die zivile Hilfe summierte sich für die Jahre von 2002 bis 2010 auf 18,8 Milliarden Dollar. Die direkte Budgethilfe summierte sich für die Jahre von 2002 bis 2010 auf 32,9 Milliarden Dollar und für die aktuell etwa 100.000 US-Soldaten fallen etwa 120 Milliarden Dollar pro Jahr an.